# Ángel Luis Alcázar
Ángel Luis Alcázar Gutiérrez (Madrid, España, 16 de abril de 1967) es un exfutbolista y entrenador español. Jugaba como defensa y tuvo una dilatada carrera, militando en el Rayo Vallecano de Madrid durante nueve temporadas consecutivas.
Es el quinto jugador con más partidos  oficiales disputados en la historia del  Rayo Vallecano.

## Clubes

### Como jugador
| Club                     | País   | Año       |
| ------------------------ | ------ | --------- |
| C. P. Cacereño           | España | 1988-1989 |
| Real Sporting de Gijón   | España | 1989-1993 |
| Rayo Vallecano de Madrid | España | 1993-2002 |
| C. D. Logroñés           | España | 2002-2003 |
| C. F. Extremadura        | España | 2003-2005 |

### Como entrenador
| Club                         | País   | Año       |
| ---------------------------- | ------ | --------- |
| C. F. Extremadura "B"        | España | 2005-2007 |
| C. F. Extremadura            | España | 2007      |
| C. P. Cacereño               | España | 2009      |
| Sporting Villanueva Promesas | España | 2011      |
| Badajoz C. F.                | España | 2013-2014 |
| Mérida A. D.                 | España | 2014-2015 |